# رابرت دنارد
رابرت دنارد (انگلیسی: Robert H. Dennard؛ ۵ سپتامبر ۱۹۳۲ – ۲۳ آوریل ۲۰۲۴) مهندس برق و مخترع اهل ایالات متحده آمریکا بود. وی همچنین برندهٔ جوایزی همچون مدال ملی فناوری و نوآوری، مدال ادیسون انجمن مهندسان برق و الکترونیک، نشان بنجامین فرانکلین، و مدال افتخار آی‌تریپل‌ئی شده‌است.